# Giovanni di Lussemburgo (1957)
Giovanni di Lussemburgo (nome completo in francese Jean Felix Marie Guillaume; Betzdorf, 15 maggio 1957) è un principe lussemburghese.

## Biografia

### Nascita ed educazione
Il principe Giovanni è nato nel castello di Betzdorf, il 15 maggio 1957, e ha una gemella, la principessa Margherita. Al momento del battesimo ebbe come padrino e madrina il nonno paterno Felice di Borbone-Parma e la prozia materna Margherita di Svezia.
Al termine degli studi primari e secondari trascorsi tra Lussemburgo, Svizzera e Francia, dove sostenne l'esame di maturità, si iscrisse alla Bell School of Languages di Cambridge, per poi entrare alla Reale accademia militare di Sandhurst nel 1977, dove entrò a far parte del Champion Platoon. Conseguita la laurea nell'agosto del 1978, conseguì il certificato di ufficiale e divenne capitano dell'esercito lussemburghese il 23 giugno 1979.
Dal 1978 al 1982 è stato studente all'Università di Ginevra e alla sede della Webster University della medesima città.
Tornato in Europa nel 1985 da un tirocinio negli Stati Uniti d'America, conseguì un master in Business Administration all'Institut européen d'administration des affaires di Fontainebleau.
Parla fluentemente lussemburghese, francese, inglese e tedesco.

### Carriera
Terminata la prima parte degli studi universitari lavorò come analista finanziario nella divisione Finance, Planning & Analysis della W.R. Grace a New York. Operò in seguito per sei mesi presso la Commissione Grace, introdotta da Ronald Reagan per indagare su eventuali sprechi o inefficienze del governo statunitense. Scelse di essere conosciuto, nella sua vita lavorativa, col nome Jean Nassau.
Conclusi definitivamente gli studi nel dicembre 1986, entrò nella società statunitense di consulenza finanziaria Booz Allen & Hamilton all'inizio dell'anno successivo. Nel corso degli anni '90 operò nel settore immobiliare, della finanza strutturale e dello sviluppo internazionale in Africa, Asia centrale, Cina e Medio Oriente.
Nel 1997 fu assunto da Lyonnaise des Eaux, una società idrica francese controllata da Suez Environnement. In quest'ultima ricoprì le cariche di vicepresidente esecutivo, direttore incaricato dello sviluppo internazionale e di responsabile dello sviluppo strategico di Degrémont, altra società sussidiaria.
Nel 2006 acquistò la Water & Sanitation South Africa (WSSA) e fondò MEA AQUA, una società specializzata in servizi idrici e in soluzioni gestionali ed energetiche in Africa, Medio Oriente e, più recentemente, in Australia. Nel 2008 fondò MEA ENERGIA, la quale si occupa primariamente di energie rinnovabili lavorando in foreste quali il bacino del fiume Congo, e MEA POWER, per le altre fonti energetiche.
Dal 2009 al 2013 è stato per la seconda volta il presidente della Chambre de commerce belgo-luxembourgeoise en France. È membro dei consigli di amministrazione della business school parigina MIP e di istituzioni finanziarie quali Banque Degroof Luxembourg, EFG Bank, EFG International, Ecofin e Mobicash.

### Matrimoni

#### Primo matrimonio
L'8 settembre 1986 Giovanni ebbe una figlia naturale, Maria Gabriella, da Hélène Suzanne Vestur (1958), figlia di François Philippe Vestur e Cécile Ernestine Buisson. I due si sposarono, nella chiesa di Saint-Philippe-du-Roule a Parigi, il 27 maggio 1987. I quattro figli che hanno avuto assieme, nati tutti nella capitale francese dove la famiglia viveva, portano il cognome "de Nassau".
Il 21 settembre 1995 il padre di Giovanni, l'omonimo granduca, conferì alla nuora e ai nipoti, nati senza titolo, il rango di contesse e conti di Nassau. Il principe divorziò da Hélène nel 2004. Suo fratello maggiore, il granduca Enrico, elevò nel novembre dello stesso anno i suoi figli al rango principesco, conferendo a ognuno di loro il trattamento di Altezza Reale.

#### Secondo matrimonio
Il 18 marzo 2009 Giovanni sposò in seconde nozze al municipio di Roermond Diane de Guerre (1962), discendente matrilineare dei Wolff-Metternich, che nel 2012 divenne contessa di Nassau in seguito alla modifica delle leggi della casa granducale.

### Rinuncia ai diritti di successione e attività
Giovanni rinunciò ai suoi diritti di successione al trono il 26 settembre 1986, giustificando la scelta con motivazioni legate al suo lavoro e facendo nascere sospetti su di lui in un probabile coinvolgimento nel Bommeleeër Affär.
Giovanni di Lussemburgo non assume incarichi ufficiali all'interno del granducato, partecipando unicamente alle funzioni famigliari.
È patrono della sezione giovanile della Fanfara di Belvaux, dell'Association de Secours Mutuels du Corps de Gendarmerie et de Volontaires, dell'Association Economique, Commerciale, Politique et Sociale e della Fédération luxembourgeoise du Tennis de Table. È presidente onorario del Golf Club Grand-Ducal.
È appassionato di aeromodellismo, musica classica e moderna, sci, sci nautico, squash e tennis.

## Discendenza
Giovanni di Lussemburgo e Hélène Suzanne Vestur hanno avuto una figlia e tre figli:
- Principessa Maria Gabriella Carlotta Cecilia Sofia di Nassau (nata l'8 settembre 1986 a Parigi), ha sposato Antonius Willms (nato il 22 dicembre 1988 ad Atlanta) civilmente il 15 maggio 2017 a Marbella e religiosamente il 2 settembre. Hanno avuto due figli:[4]
  - Zeno Philippe Leopold Marcus d'Aviano Willms (nato il 5 giugno 2017 a Monaco di Baviera);
  - Cajetan Jean Wenceslas Marcus Marcus d'Aviano Willms (nato il 2 settembre 2020 a Vienna).
  - Oona Willms (nato il 21 aprile 2024.
- Principe Costantino Giovanni Filippo Maria Alberto Marco d'Aviano di Nassau (nato il 22 luglio 1988 a Parigi), ha sposato Kathryn Sheena Mechie (nata nel 1989 a Londra) il 22 dicembre 2020 a Gibilterra. Hanno avuto un figlio e una figlia[5]
  - Principe Felice di Nassau (22 aprile 2018);
  - Principessa Cosima di Nassau (13 maggio 2020).
- Principe Venceslao Francesco Baldovino Leopoldo Juraj Maria Marco d'Aviano di Nassau (nato il 17 novembre 1990 a Parigi);
- Principe Carlo Giovanni Felice Giuliano Marco d'Aviano di Nassau (nato il 15 agosto 1992 a Parigi), ha sposato Ivana Jamin (nata nel 1994) nel 2019. Hanno avuto un figlio:[6]
  - Principe Sandro di Nassau (nato nel 2021).

## Titoli e trattamento
- 15 maggio 1957 - attuale: Sua Altezza Reale, il principe Giovanni di Lussemburgo, principe di Nassau, principe di Borbone-Parma

## Onorificenze

Stemma di Giovanni come Cavaliere di Gran Croce dell'Ordine di Isabella la Cattolica, Regno di Spagna

## Ascendenza
|                                |                      |                                   | Genitori                                  |  |  | Nonni |  |  | Bisnonni           |  |  | Trisnonni          |  |
|                                |                      |                                   |                                           |  |  |       |  |  | Roberto I di Parma |  |  | Carlo III di Parma |  |
|                                |                      |                                   |                                           |  |  |       |  |  | Roberto I di Parma |  |  | Carlo III di Parma |  |
|                                |                      | Luisa Maria di Borbone-Francia    |                                           |  |  |       |  |  | Roberto I di Parma |  |  |                    |  |
| Felice di Borbone-Parma        |                      |                                   |                                           |  |  |       |  |  | Roberto I di Parma |  |  |                    |  |
|                                |                      | Maria Antonia di Braganza         | Michele del Portogallo                    |  |  |       |  |  |                    |  |  |                    |  |
|                                |                      | Maria Antonia di Braganza         | Michele del Portogallo                    |  |  |       |  |  |                    |  |  |                    |  |
|                                |                      | Maria Antonia di Braganza         | Adelaide di Löwenstein-Wertheim-Rosenberg |  |  |       |  |  |                    |  |  |                    |  |
| Giovanni di Lussemburgo        |                      | Maria Antonia di Braganza         |                                           |  |  |       |  |  |                    |  |  |                    |  |
|                                |                      | Guglielmo IV di Lussemburgo       | Adolfo di Lussemburgo                     |  |  |       |  |  |                    |  |  |                    |  |
|                                |                      | Guglielmo IV di Lussemburgo       | Adolfo di Lussemburgo                     |  |  |       |  |  |                    |  |  |                    |  |
|                                |                      | Guglielmo IV di Lussemburgo       | Adelaide Maria di Anhalt-Dessau           |  |  |       |  |  |                    |  |  |                    |  |
| Carlotta di Lussemburgo        |                      | Guglielmo IV di Lussemburgo       |                                           |  |  |       |  |  |                    |  |  |                    |  |
|                                |                      | Maria Anna di Braganza            | Michele del Portogallo                    |  |  |       |  |  |                    |  |  |                    |  |
|                                |                      | Maria Anna di Braganza            | Michele del Portogallo                    |  |  |       |  |  |                    |  |  |                    |  |
|                                |                      | Maria Anna di Braganza            | Adelaide di Löwenstein-Wertheim-Rosenberg |  |  |       |  |  |                    |  |  |                    |  |
| Giovanni di Lussemburgo        |                      | Maria Anna di Braganza            |                                           |  |  |       |  |  |                    |  |  |                    |  |
|                                | Alberto I del Belgio | Filippo del Belgio                |                                           |  |  |       |  |  |                    |  |  |                    |  |
|                                | Alberto I del Belgio | Filippo del Belgio                |                                           |  |  |       |  |  |                    |  |  |                    |  |
|                                | Alberto I del Belgio | Maria di Hohenzollern-Sigmaringen |                                           |  |  |       |  |  |                    |  |  |                    |  |
| Leopoldo III del Belgio        | Alberto I del Belgio |                                   |                                           |  |  |       |  |  |                    |  |  |                    |  |
|                                |                      | Elisabetta di Baviera             | Carlo Teodoro in Baviera                  |  |  |       |  |  |                    |  |  |                    |  |
|                                |                      | Elisabetta di Baviera             | Carlo Teodoro in Baviera                  |  |  |       |  |  |                    |  |  |                    |  |
|                                |                      | Elisabetta di Baviera             | Maria José di Braganza                    |  |  |       |  |  |                    |  |  |                    |  |
| Giuseppina Carlotta del Belgio |                      | Elisabetta di Baviera             |                                           |  |  |       |  |  |                    |  |  |                    |  |
|                                |                      | Carlo di Svezia                   | Oscar II di Svezia                        |  |  |       |  |  |                    |  |  |                    |  |
|                                |                      | Carlo di Svezia                   | Oscar II di Svezia                        |  |  |       |  |  |                    |  |  |                    |  |
|                                |                      | Carlo di Svezia                   | Sofia di Nassau                           |  |  |       |  |  |                    |  |  |                    |  |
| Astrid di Svezia               |                      | Carlo di Svezia                   |                                           |  |  |       |  |  |                    |  |  |                    |  |
|                                |                      | Ingeborg di Danimarca             | Federico VIII di Danimarca                |  |  |       |  |  |                    |  |  |                    |  |
|                                |                      | Ingeborg di Danimarca             | Federico VIII di Danimarca                |  |  |       |  |  |                    |  |  |                    |  |
|                                |                      | Ingeborg di Danimarca             | Luisa di Svezia                           |  |  |       |  |  |                    |  |  |                    |  |
|                                |                      | Ingeborg di Danimarca             |                                           |  |  |       |  |  |                    |  |  |                    |  |